# Габетта, Соль
Соль Габетта (исп. Sol Gabetta; 16 сентября 1981, Вилья-Мария, провинция Кордова) — аргентинская виолончелистка.

## Биография
По материнской линии — потомок выходцев из России. Проявила выдающиеся музыкальные способности ещё ребенком. В 1990-е годы переехала с семьей в Европу. В 1992—1994 училась в Мадриде, затем в Базельской музыкальной академии у Ивана Монигетти, в Берлинской Высшей школе музыки у Давида Герингаса. По её инициативе организован фестиваль камерной музыки в г. Ольсберг под Базелем. В настоящее время живёт в Швейцарии. С 2010 года ведёт вместе с ударником Мартином Грубингером радиожурнал KlickKlack на Баварском радио.

## Концертная деятельность
Концертировала в Германии, Италии, Испании, Великобритании, Японии, США, России. Играла в ансамблях с Элен Гримо, П. Копачинской, А. М. Паммер.

## Репертуар
Записала сочинения Вивальди, Леопольда Хофмана, Гайдна, Моцарта, Брамса, Чайковского, Рахманинова, Сен-Санса, Элгара, Бартока, А. Хинастеры, Мартину, Барбера, Шостаковича, Васкса.

## Преподавательская деятельность
С 2005 года преподает в Музыкальной академии Базеля.

## Признание
Премия «ЭХО-Классик» инструменталисту года (ФРГ, 2007) и другие награды.